# Studentenrevolte in Timișoara 1956
Die Studentenrevolte in Timișoara (deutsch Temeswar) war eine Reformbewegung der Studentenschaft der westrumänischen Stadt Timișoara mit dem Ziel der Erneuerung der rumänischen Gesellschaft. Sie begann am 30. Oktober 1956 mit einer Versammlung der Studenten der Maschinenbaufakultät und endete am 1. November mit der Verhaftung von 2000 Studenten. Eine Woche nach Beginn des Ungarischen Volksaufstands gingen rumänische, ungarische, deutsche und andere Studenten Timișoaras auf die Straße. Zunächst war deren Anliegen das schlechte Mensaessen und die überfüllten Wohnheime, doch bei der Versammlung von circa 2000 Studenten wurden auch die bedrängte Lage der Bauern, die Ausbeutung rumänischer Rohstoffe durch die Sowjetunion und ähnliche Missstände angesprochen. Nachdem viele Studenten bei der Demonstration verhaftet wurden, blieb die Unterstützung durch die Arbeiterschaft aus.
Zu ähnlichen Protestaktionen kam es unter anderem auch in Bukarest und Cluj (deutsch Klausenburg), die das kommunistische Regime brutal unterdrückte und ahndete. Auch in Târgu Mureș und Iași gab es Unruhen innerhalb der Studentenschaft. Von den Studentenbewegungen in Rumänien war die Timișoaraer Bewegung am besten organisiert.

## Vorgeschichte
Nach dem Tod Stalins im März 1953 setzte in der Sowjetunion eine so genannte politische Tauwetter-Periode ein, die von der Führung in Rumänien nur zögerlich angenommen wurde. Die Signale der Liberalisierung aus Moskau riefen eine Kette von Unruhen in ostmitteleuropäischen Staaten hervor, zunächst den Aufstand des 17. Juni 1953 in der DDR. 1956 löste der Posener Aufstand in Polen weitreichende gesellschaftspolitische Veränderungen aus, die für die Reformkräfte in Ungarn zum Vorbild eines eigenständigen Weges zum Sozialismus wurden. Die Entwicklungen in Ungarn mündeten aus Sicht der Sowjetunion in eine Konterrevolution, was diese veranlasste militärisch einzugreifen.
Die Ereignisse in Ungarn lösten in allen Staaten des Ostblocks ein starkes Echo aus. Bedingt durch ihre Lage an der Grenze zu Ungarn, mit einer multiethnischen und von humanistischen Werten geprägten Bevölkerung, war die westrumänische Region Banat sehr empfänglich für die Ideale der Ungarischen Revolution. Die Ereignisse im Nachbarland beeinflussten die Gemütslage der Banater Bevölkerung, lösten aber den Ausbruch der Studentenrevolte im Herbst 1956 in Timișoara nicht direkt aus. Vorläufer der 1956er Revolte waren die Protestkundgebungen im November 1945 und im Juni 1946, auf denen Studenten das Ende der sowjetischen Besatzung des Landes und demokratische Reformen forderten. In den darauf folgenden Jahren zeigte sich der Widerstand in der Zerstörung von Propagandamaterial, der Unterstützung der Familien von politischen Häftlingen, oder dem Verteilen von Flugblättern mit regimekritischem Inhalt.
Bereits im Frühjahr/Sommer, nach Bekanntwerden der Geheimrede Chruschtschows vor den Delegierten des XX. Parteitags der KPdSU, in der dieser Stalin heftig kritisierte, rumorte es in der Studentenschaft Timișoaras. Im September, beginnend mit dem neuen Universitätsjahr, verstärkte sich die Krise. Studenten sprachen Probleme offen an und äußerten Kritik an der Politik der Staats- und Parteiführung. Alarmiert durch die Ereignisse in Ungarn begann die Staatsmacht vorbeugende Maßnahmen zu ergreifen.

## Ablauf

Fakultät für Maschinenbau
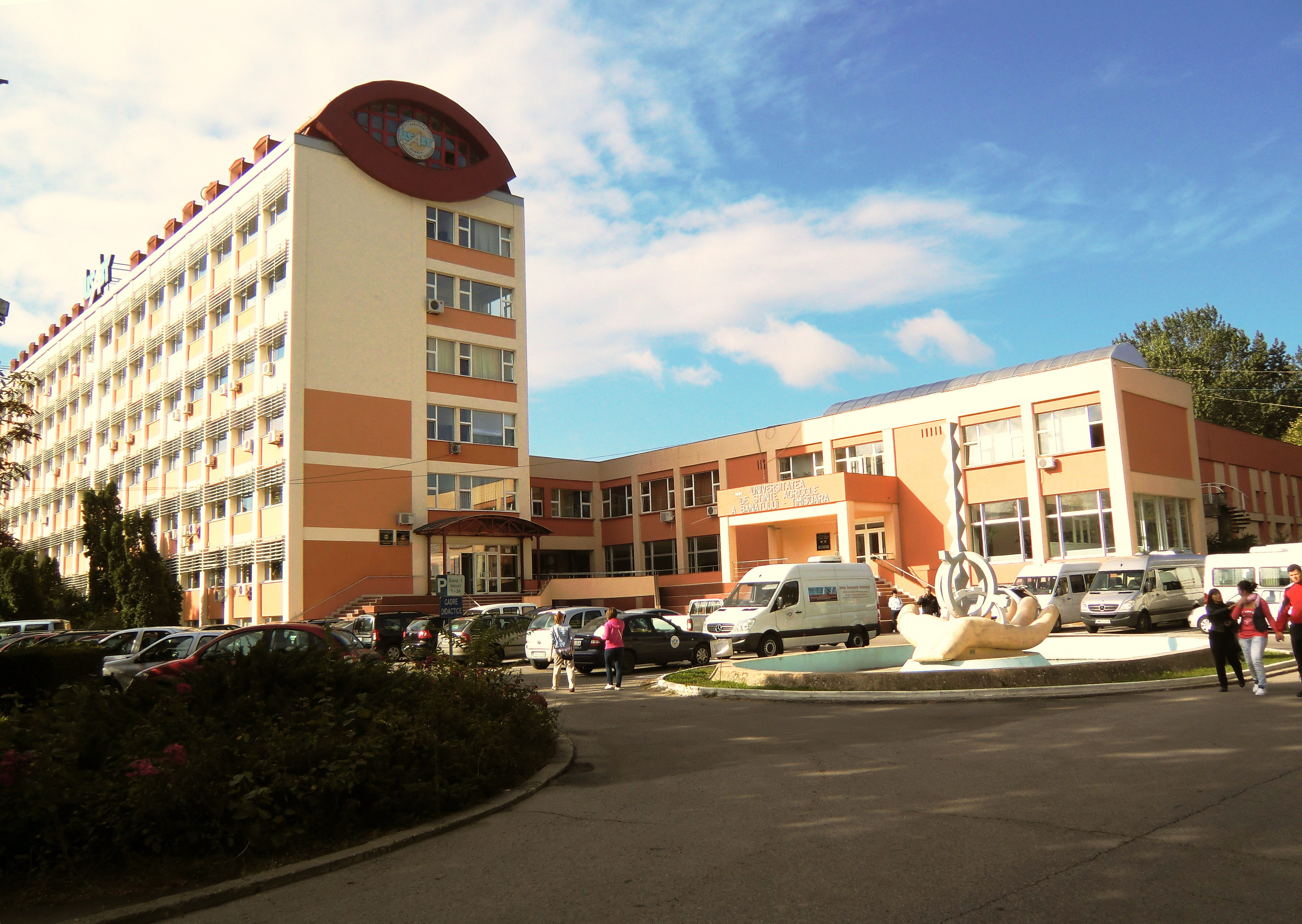
Landwirtschaftliche und Veterinärmedizinische Universität des Banats
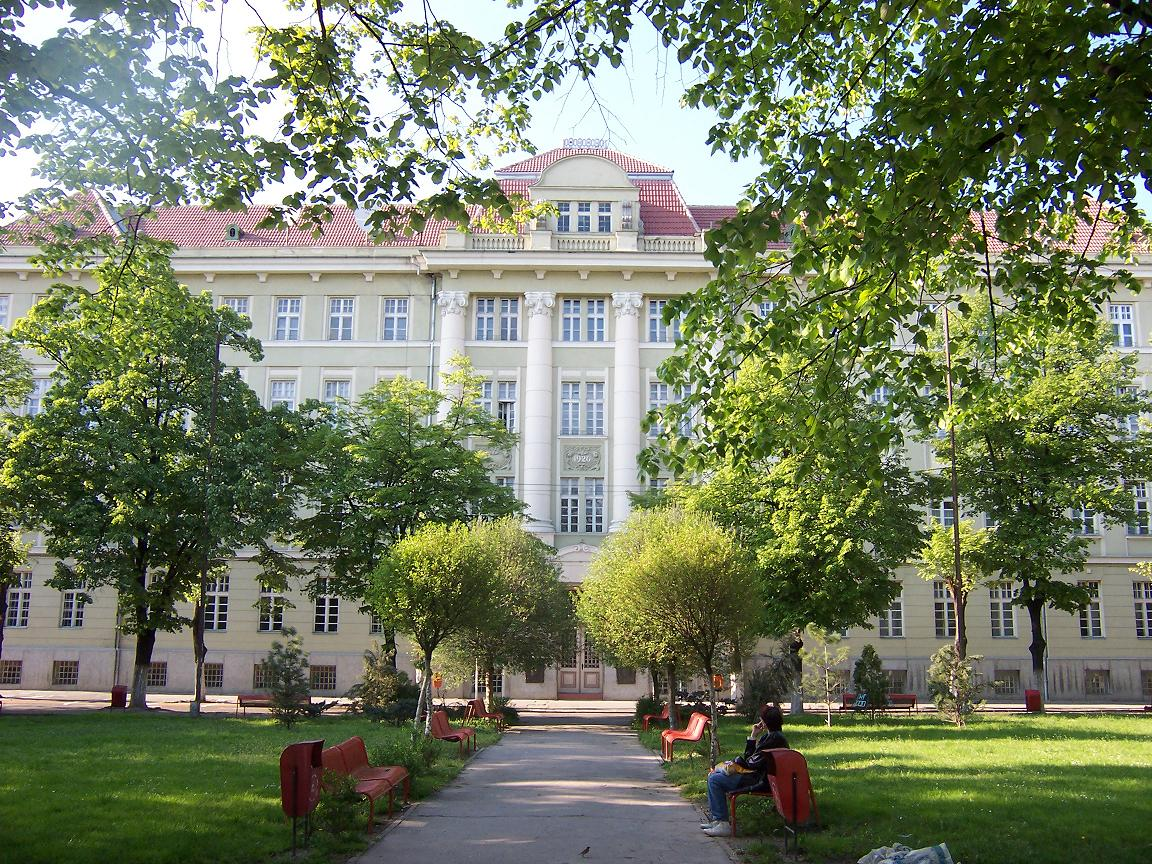
Medizinische und Pharmazeutische Universität Victor Babeș

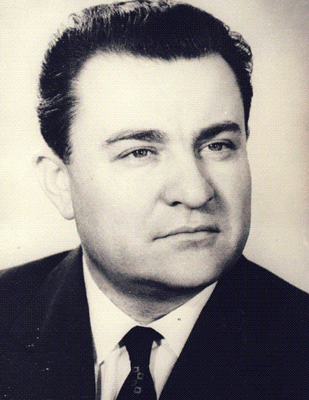
Ministerpräsident Ilie Verdeț

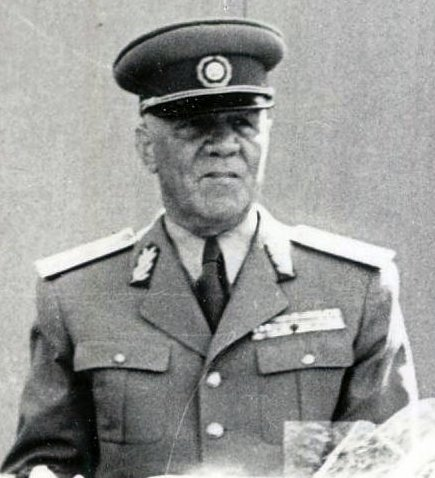
Stellvertretender Ministerpräsident Emil Bodnăraș

Am 26. Oktober 1956 wurden die Hochschuldozenten in Timișoara angewiesen, in Sitzungen mit den Studenten deren Haltung zu ergründen und potentielle Unruhestifter zu identifizieren. Studenten des 5. Studienjahrs der Maschinenbaufakultät der Polytechnischen Universität Timișoara erfuhren davon und trafen sich noch am selben Abend, um Maßnahmen zur Vereitelung dieser Manöver zu diskutieren. In der am 27. Oktober vom Assistenten Stefan Rosinger geleiteten Sitzung erschienen – statt nur der einbestellten Gruppe der Fachrichtung Dampfmaschinen über 100 Maschinenbaustudenten des 5. Studienjahrs. Sie kritisierten die Position der Staats- und Parteiführung gegenüber der Entwicklung in Ungarn und erklärten sich mit den Idealen der ungarischen Jugend solidarisch. Die Diskussionen berührten – neben studentenspezifischen Themen – das gesamte sozial-politische Spektrum der rumänischen Gesellschaft.
Die nächsten beiden Tage nutzte die Initiativgruppe um Caius Muțiu, Teodor Stanca, Aurel Baghiu und Friedrich Barth, um eine machtvolle Versammlung der gesamten Timișoaraer Studentenschaft sowie Kundgebungen und Streiks der Studenten vorzubereiten. Die Ausweitung der Proteste auf Arbeiter, Bauern, Intellektuelle und das Militär wurde geplant. Teodor Stanca redigierte eine Denkschrift mit den Forderungen der Studenten.
Die Protestaktionen setzten sich hauptsächlich aus vier Ereignissen zusammen:

### Sitzung der Studenten in der Aula der Fakultät für Maschinenbau am Abend des 30. Oktober 1956
Am Abend des 30. Oktober 1956 fand vor vollem Saal eine Sitzung der aufständischen Studenten in der Aula der Fakultät für Maschinenbau statt. Diese Sitzung wurde von Studenten dieser Fakultät geleitet. Der weitaus überwiegende Teil der Teilnehmer war männlich. In dieser Sitzung wurden besonders politische und administrative Forderungen an die Machthaber formuliert und für den nächsten Tag eine Straßendemonstration in Timișoara beschlossen, und als Treffpunkt die Fakultät für Agronomie (Landwirtschaft) vereinbart.
Zu der Versammlung waren auch Alexandru Rogojan, Rektor der Polytechnischen Universität, und Coriolan Drăgulescu, Vizeminister des Bildungsministeriums, eingeladen. Später erschienen auch die Sondergesandten der Parteiführung Petre Lupu, Sekretär der Uniunea Tineretului Muncitoresc (UTM) (deutsch Verband der werktätigen Jugend), und Ministerpräsident Ilie Verdeț.
Die Forderungen der Studenten waren in einer Denkschrift zusammengefasst. Die drei Studenten, die das Memorandum verfasst hatten, waren Teodor Stanca von der Polytechnischen Universität, Aurel Baghiu von der Medizinischen und Pharmazeutischen Universität und Gheorghe Tamas von der Landwirtschaftlichen und Veterinären Universität.
Noch während der Sitzung wurde der Campus von Soldaten umstellt.

### Straßendemonstration am 31. Oktober 1956
Am 31. Oktober 1956 fanden Solidaritätskundgebungen in Timișoara statt. Nach 10 Uhr setzte sich von der Agronomie ein Demonstrationszug bestehend aus etwa 800 bis 1000 Studenten in Bewegung. Die Teilnehmer forderten die Freilassung ihrer inhaftierten Kommilitonen und riefen politische Losungen. Der Weg des Zuges ging über die Begabrücke Richtung Zentrum. Als der Zug an der Kathedrale der Heiligen drei Hierarchen ankam, schossen Mitarbeiter der Securitate in Zivil mit Pistolen in die Luft, wodurch der Zug gestoppt wurde. Danach kamen Soldaten im Laufschritt mit Gewehren und aufgepflanzten Bajonetten zum Einsatz und trieben die Teilnehmer der Demonstration auf offene Armeelaster, in welchen diese nach Becicherecu Mic (deutsch Kleinbetschkerek) gebracht und die meisten für mindestens drei Tage in Schlafräumen von Soldaten festgehalten wurden.
Die Militärpräsenz in Temeswar wurde verstärkt und ein politisch-militärisches Kommando übernahm unter Führung des stellvertretenden Ministerpräsidenten Emil Bodnăraș die Aufgabe, die Studentenrevolte niederzuschlagen.

### Kasernenhaft vom 31. Oktober bis zum 3. November 1956 in Becicherecu Mic
Insgesamt wurden während der Studentenunruhen in Temeswar etwa 2000 Studenten verhaftet und in den Kasernen in Becicherecu Mic und in der Calea Lipovei in Temeswar festgehalten, wo sie sich schriftlich von den Forderungen und Aktionen der Bewegung lossagen und die Bestrafung der Organisatoren fordern mussten. In der Kaserne (Schlafraum der Soldaten) wurden sie drei Tage festgehalten und am 3. November freigelassen. 
Für die meisten Studenten gab es vor ihrer Freilassung von einem lokalen Professor für Marxismus in Einzelgesprächen mündliche Verwarnungen, mit Inhalten wie zum Beispiel "Undankbarkeit gegenüber der Partei und dem Staat" etc. Anschließend musste jeder Festgehaltene eine Erklärung unterschreiben, in der er sich verpflichtete, in Zukunft Aktionen dieser Art zu unterlassen. Danach wurden die meisten Studenten nach Timișoara zurückgebracht und freigelassen.

### Verurteilung der Rädelsführer zu langjähriger Gefängnishaft und Zwangsarbeit
Die Studenten der Fakultät für Maschinenbau, welche die ursprüngliche Sitzung geleitet hatten, wurden später als Rädelsführer zu langjährigen Haftstrafen verurteilt. In Timișoara wurden rund 300 Personen festgenommen und 50 auch zu Gefängnisstrafen verurteilt. Betroffen hiervon war unter anderen auch der Schriftsteller Nikolaus Pietsch, der zu mehrjähriger Gefängnishaft und Zwangsarbeit verurteilt wurde.
868 Studenten wurden von der Securitate intensiv verhört. Letztendlich wurden 29 der "Verschwörung gegen die soziale Ordnung" – ein Vergehen, das mit mindestens 15 Jahren Gefängnis, aber auch mit der Todesstrafe geahndet werden konnte – angeklagt. Im November und Dezember 1956 verurteilte das Temeswarer Militärgericht 26 Anführer der Revolte wegen "öffentlicher Aufwiegelung" zu insgesamt 78 Jahren Gefängnis, so Caius Muțiu, Teodor Stanca und Aurel Baghiu zu je acht Jahren, Valentin Rusu zu sieben, Heinrich Drobny und Friedrich Barth zu je sechs Jahren. 81 Studenten wurden exmatrikuliert, 126 bekamen geringere Strafen. Die Verurteilten kamen ins Gefängnis nach Gherla und in die Arbeitslager in der Balta Brăilei und im Donaudelta. Für manche Studenten schlossen sich nach ihrer Entlassung noch ein bis fünf Jahre Zwangsaufenthalt im Bărăgan, hauptsächlich in Lătești, an. Sie wohnten in den verlassenen Häusern, die von den zwischen 1951 und 1956 in die Bărăgansteppe deportierten Banatern gebaut wurden. Mehrere Professoren wurden entlassen oder verwarnt.
Im Zuge der Gegenmaßnahmen durch die rumänischen Organe wurden auch Studentenwohnheime abgeriegelt und Gruppen von Zugreisenden der passenden Altersgruppen inhaftiert. Insgesamt gab es um die 2000 Festnahmen. Einige der Studenten wurden in Folge auch exmatrikuliert. Neben der Verhaftung von Studenten reagierten die Behörden auch mit der Unterbrechung des Vorlesungsbetriebs, der Entlassung von Professoren, und der Gründung von staatlichen Studentenorganisationen mit dem Ziel der Überwachung ihrer Aktivitäten.

## Forderungen
Denkschrift der Timișoaraer Studenten
I. Hinsichtlich der Sicherstellung der Weiterentwicklung des Wirtschaftslebens in unserem Land und der Stimulierung des Interesses der Werktätigen für den Aufbau des Sozialismus fordern wir:
a) Endgültige Abschaffung des Personenkults, Sicherstellung der Selbstverwaltung der Arbeiterklasse. Jedem Werktätigen soll die Möglichkeit eingeräumt werden, seine Meinung zu den internen Problemen des Landes offen zu äußern, ohne dass seine persönliche Unversehrtheit gefährdet wird.
b) Abschaffung des gegenwärtigen Normensystems, das den Produktionsfaktoren, über die unsere Wirtschaft verfügt, nicht entspricht und das die physischen Möglichkeiten der Arbeiter übersteigt.
c) Wesentliche Reduzierung der Abgaben und Steuern, die die Landwirte mit Privatwirtschaften ruinieren. Keine Abgaben.
d) Anhebung der Löhne aller Kategorien von Lohnempfängern in Übereinstimmung mit dem Preisniveau der Industrieprodukte und Lebensmitteln. Da beispielsweise 310 Lei als Existenzminimum eines Studenten angesehen werden, kann ein Lohn von weniger als 600 Lei für die einfache Existenzsicherung eines Menschen nicht akzeptiert werden.
e) Für die Weiterentwicklung der Bildung in unserem Land soll die materielle Existenz eines jeden Schülers und Studenten durch die Verleihung von Stipendien – unabhängig von der beruflichen Orientierung – und die Verleihung von speziellen Bildungsstipendien abgesichert werden.
II. Für die weitere Festigung der Freundschaftsbeziehungen, der Zusammenarbeit und der gegenseitigen Hilfe zwischen allen Staaten – Beziehungen, die auf dem Prinzip der Rechtsgleichheit und der Respektierung der Souveränität eines jeden Staates beruhen müssen –, fordern wir:
a) Sofortiger Abzug der auf dem Territorium unseres Vaterlandes stationierten russischen Truppen. Da die Gefahr einer kapitalistischen Einkreisung und einer eventuellen Aggression nicht besteht, ist deren Anwesenheit unbegründet.
b) Für eine gerechte Wirtschaftspolitik unseres Staates fordern wir den Abschluss von Wirtschaftsabkommen mit allen Staaten, einschließlich der kapitalistischen, die keine besonderen Verpflichtungen eines Staates gegenüber einem anderen beinhalten, sondern auf Gleichberechtigung basieren. Diese Abkommen sollen mit sämtlichen Details veröffentlicht werden, damit die Werktätigen über die Konditionen, zu denen sie abgeschlossen wurden, informiert sind.
III. Wir verlangen von der Rumänischen Arbeiterpartei und von der Regierung der Rumänischen Volksrepublik, dass sie sich beim Aufbau des Sozialismus nach der spezifischen Situation in unserem Land leiten lassen, ohne andere Systeme zu kopieren.
Davon ausgehend, dass die oben genannten Forderungen die Zustimmung der Werktätigen unseres Landes, dessen Kinder wir sind, haben, verlangen wir, dass Partei und Regierung sie zur Kenntnis nehmen und versuchen, sie zu erfüllen, um eine Situation wie sie in der Ungarischen Volksrepublik entstanden ist, zu vermeiden.
Außerdem verlangen wir, dass keinerlei Zwangsmaßnahmen gegen jene, die diese Denkschrift erstellt haben, ergriffen werden. Im Gegenteil, es sollen freie Diskussionen in den Institutionen und Fabriken initiiert werden, in denen die Werktätigen ihre Meinungen bezüglich der Probleme, die sie beschäftigen, offen äußern können. Die Vorschläge sollen ihren Niederschlag in den Beschlüssen der Partei und der Regierung finden, welche zu einem glücklichen Leben in unserem Vaterland führen sollen.
30. Oktober 1956 Die Temeswarer Studenten
Denkschrift (Fortsetzung)
1) Russischunterricht streichen oder Wahlfach
2) Offene Vorlesungen
3) Zwei Jahre Pflichtunterricht Marxismus und Politische Ökonomie sollen in der mittleren Schulausbildung gemacht werden.
4) Sportunterricht lediglich Wahlfach
5) Den bäuerlichen Studenten sollen ohne Berücksichtigung ihrer materiellen Lage Stipendien gewährt werden.
6) Presse- und Meinungsfreiheit
7) Reduzierung des Kantinenpreises auf 150 Lei
8) Wenn wir innerhalb von drei Tagen, bis Samstag, keine Antwort bekommen, ab Montag und weiterhin nicht zu den Vorlesungen gehen
Weitere Forderungen
Nicht in der Denkschrift enthalten, aber öffentlich während der Hauptversammlung ausgesprochene Anliegen der Studenten waren:
1. Die Studenten sollen über eine eigene Wochenzeitung oder eine Zeitschrift verfügen dürfen, die sie selbst leiten und in der sich jeder Student frei äußern kann.
2. Das Recht Kritik zu üben soll möglich sein.
3. Selbstbestimmung: Die Autonomie der Universitäten und das Mitspracherecht der Studenten in eigener Sache.
4. Das Recht auf Vereinsgründung: Das Recht der Studenten einen eigenen Verband zu gründen.
5. Umgestaltung der Lehrpläne: Rationalisierung der Kurse.
6. Echte Freiwilligkeit: Patriotische Arbeit soll außerhalb des Lehrprogramms erfolgen; es sollen keine Lehrstunden zugunsten der patriotischen Einsätze gestrichen werden.
7. Disziplinierung der Miliz: Das Recht gegen die Willkür der Miliz Klage einzureichen soll gewährleistet sein.
8. Freier Verkauf von Hauptnahrungsmitteln: Abschaffen der Lebensmittelkarten
9. Reisefreiheit: Reisen in Länder des Ostblocks und die Umtauschmöglichkeit östlicher Währungen soll ermöglicht werden.
10. Das Recht sich zu dokumentieren: Der Zugang zu technischen Mitteilungen, technischen Zeitschriften und Fachbüchern aus dem Westen soll gesichert werden.

## Folgen
Vordergründig wurde der Studentenaufstand in Timișoara niedergeschlagen, die Folgen waren jedoch weitreichend. Die Führung des Bildungsministeriums wurde ausgewechselt. Die Studentenvereinigung gewann an Bedeutung und brachte bald eine eigene Zeitschrift heraus. Der obligatorische Russischunterricht wurde vom Lehrplan gestrichen und war fortan nur noch Wahlfach. Die Luftabwehrübungen wurden für ein Jahr ausgesetzt und die paramilitärische Ausbildung der Studenten wurden reduziert. Ab 1957 initiierte Ion Gheorghe Maurer – zunächst als Außenminister und Staatsoberhaupt, ab 1961 als Ministerpräsident – tiefgreifende Veränderungen in der Innen- und Außenpolitik Rumäniens. Nachdem der Wirtschaftsexperte Alexandru Bârlădeanu mit der Koordination der Wirtschaft beauftragt wurde, verbesserte sich in den folgenden Jahren die materielle Lage der Bevölkerung spürbar. Es wurden Lohnsteigerungen um 15 Prozent beschlossen und im Januar 1957 wurden die Bauern von den Zwangsabgaben landwirtschaftlicher Produkte befreit. Im Sommer 1958 verließen die sowjetischen Truppen das Land. Rumänien erlebte zwischen Mitte der 1960er und der Mitte der 1970er Jahre eine Periode politischen Tauwetters.

## Gedenken
Ende Oktober 2006 fanden in Timișoara anlässlich der 50-jährigen Wiederkehr der Demonstrationen eine Gedenkveranstaltung in der Universität des Westens Timișoara und ein wissenschaftliches Symposion in der Fakultät für Maschinenbau mit dem Thema Antikommunistischer Widerstand in Rumänien in der Zeit von 1945 – 1989 statt.